# Lijst van burgemeesters van Tegelen
Dit is een lijst van burgemeesters van de voormalige Nederlandse gemeente Tegelen die per 1 januari 2001 samen met Belfeld opging in de gemeente Venlo.
| Ambtsperiode | Naam burgemeester                         | Partij of stroming | Bijzonderheden                              |
| ------------ | ----------------------------------------- | ------------------ | ------------------------------------------- |
| 1798-1806    | G.J. Antoon Thijssen                      |                    | functie heet eerst burgeragent daarna maire |
| 1807         | Balthasar Hasenbach                       |                    |                                             |
| 1807-1808    | Willem Houba                              |                    | maire provisoire                            |
| 1808-1815    | Jean Guillaume Kamp                       |                    | maire                                       |
| 1815-1817    |                                           |                    | geen burgemeester; Pruisisch                |
| 1817-1830    | Jean Guillaume Kamp                       |                    | functie heet eerst maire daarna schout      |
| 1831-1836    | Jan Josef Ronck                           |                    | functie heet vanaf nu burgemeester          |
| 1836-1848    | Peter van Leipsig                         |                    |                                             |
| 1848         | Peter Kurstjens                           |                    | waarnemend burgemeester                     |
| 1848-1852    | Gerardus Joannes de Rijk                  |                    |                                             |
| 1852-1862    | Louis Pierre Quillaume Hubert de Rijk     |                    |                                             |
| 1862         | Jan van Leipsig                           |                    | waarnemend burgemeester                     |
| 1862-1868    | Jacob Beelen                              |                    |                                             |
| 1870-18??    | S. Houba                                  |                    |                                             |
| 1888-1906    | Karel de Rijk                             |                    |                                             |
| 1906-1922    | Wigbold Rutger Carel van Basten Batenburg |                    |                                             |
| 1923-1927    | Martin Willem Jozef Coenders              |                    |                                             |
| 1927-1944    | Felix Marie Casper Pesch                  |                    |                                             |
| 1944-1945    | Wilhelm Potthoff                          |                    | Ortsgruppenführer                           |
| 1945-1960    | Felix Marie Casper Pesch                  |                    |                                             |
| 1961-1980    | Eugène (E.G.G.M.) Rutten                  | KVP                |                                             |
| 1981-2000    | Piet (P.J.M.) Visschers                   | CDA                |                                             |